# The Fabulous Shirley Bassey
| Recensione | Giudizio |
| ---------- | -------- |
| AllMusic   | [ 1 ]    |

The Fabulous Shirley Bassey è il terzo album in studio di Shirley Bassey, il suo debutto per la Columbia, e fu registrato con Geoff Love e la sua orchestra. L'album raggiunse il numero 12 nella classifica degli album nel Regno Unito all'inizio del 1961. uscito nel 1959, questo fu il primo album in studio di Shirley Bassey con materiale completamente nuovo. I suoi due album precedenti pubblicati sull'etichetta Philips erano raccolte di nuove registrazioni e materiale precedentemente pubblicato, registrate tra il 1956 e il 1958.
L'album fu pubblicato sia in mono che stereo. Nel 1997 la compagnia olandese Disky Records pubblicò un set di 2 CD intitolato Original Gold, quattro brani dell'album "A Foggy Day in London Town", "April In Paris", "The Man That Got Away" e "They Can't Take that Away from Me" furono inclusi, i quali al momento non erano tutti disponibili su CD. A differenza di altri artisti, come Cliff Richard e i Beatles, la EMI non pubblicò alcuna riedizione di album completi di Shirley Bassey in mono su CD. La versione stereo di questo album fu pubblicata su CD nel 1999 dalla EMI.

## Tracce
Lato A
1. "A Foggy Day in London Town" (George Gershwin, Ira Gershwin) – 3:11
2. "I've Got You Under My Skin" (Cole Porter) – 3:33
3. "Cry Me a River" (Arthur Hamilton) – 3:28
4. "April in Paris" (E. Y. Harburg, Vernon Duke) – 2:55
5. "I've Never Been in Love Before" (Frank Loesser) – 3:40
6. "The Man That Got Away" (Harold Arlen, Ira Gershwin) – 4:03

Lato B
1. "'S Wonderful" (George Gershwin, Ira Gershwin) – 2:15
2. "I'll Remember April" (Don Raye, Gene de Paul, Patricia Johnston) – 4:07
3. "Easy to Love" (Cole Porter) – 3:03
4. "No One Ever Tells You" (Carroll Coates, Hubbard Atwood) – 2:54
5. "They Can't Take that Away from Me" (George Gershwin, Ira Gershwin)  – 3:11
6. "The Party's Over" (Jule Styne, Adolph Green, Betty Comden) – 3:31

## Staff
- Shirley Bassey - voce
- Geoff Love - arrangiatore, direttore
- Geoff Love e la sua orchestra - orchestra